# 海野幸長
海野 幸長（うんの ゆきなが、生没年未詳）は、平安時代末期から鎌倉時代初期の海野氏の武将。

## 概要
信濃国の名族滋野氏の嫡流とされる海野氏の13代海野幸親の次男。
『平家物語』で木曾義仲の軍師とされる太夫坊覚明、また親鸞の高弟で法然門下の僧・西仏と同一人物もされる。ただし木曾義仲の軍師覚明は藤原氏の学荘勧学院出身であり、滋野氏に連なる海野幸長がそこに属することは出来ないため、別人とする説が有力である。
西仏については、建永2年（1207年・承元元年）に法然や親鸞らが流罪となった「承元の法難」では、親鸞が配流された越後国に同行して、主に東国各地で布教活動を行い、後に出身地の信濃に戻り、更級郡長谷郷で庵（現在の報恩院白鳥山康楽寺、長野市篠ノ井）を結び、同地で97歳で死去したという。
海野幸長を太夫坊覚明とする説は、西仏を覚明とする伝承と混同されて後世に伝わったものと見られる。